# Katherine Dreier
Pour les articles homonymes, voir Dreier.
Katherine Sophie Dreier, née à Brooklyn dans l'État de New York le 10 septembre 1877 et morte le 29 mars 1952 à Milford dans l'État du Connecticut, est une artiste peintre proche du mouvement Dada après avoir fréquenté le Symbolisme et l'Impressionnisme. Elle est également historienne de l'art, critique d'art et mécène américaine.

## Biographie

### Jeunesse et formation

#### Environnement familial

Margaret Dreier Robins.

Mary E. Dreier.

Katherine Dreier est la quatrième des cinq enfants de Theodor Dreier et de Dorothea Adelheid Dreier et la troisième de leurs quatre filles. Katherine Dreier avec ses  sœurs, passent à la postérité, Mary Dreier une réformatrice sociale présidente de la section new-yorkaise de la Women's Trade Union League (WTUL), Dorothea A. Dreier (en), une peintre post-impressionniste et Margaret Dreier Robins, elle aussi, une leader syndicaliste. Son père, Theodor Dreier est un américain d'ascendance allemande, originaire de la ville hanséatique de Brême venu s'installer aux États-unis en 1849 où il trouve un emploi auprès de la succursale new-yorkaise de la société britannique de métallurgie, la Naylor Benson and Co. En 1864, il retourne à Brême pour épouser Dorothea Adelheid Dreier, la fille d'un pasteur de campagne. Une fois mariés, ils retournent aux États-Unis pour s'installer dans le quartier new-yorkais  Brooklyn Heights. L'un comme l'autre sont des membres de l'Église évangélique en Allemagne et sont des militants du christianisme social. Theodor et Dorothea Dreier élèvent leurs enfants non seulement dans un climat de chaleur affective mais aussi dans la confiance en eux-mêmes et de leurs capacités à développer leurs compétences,,,.

#### Formation

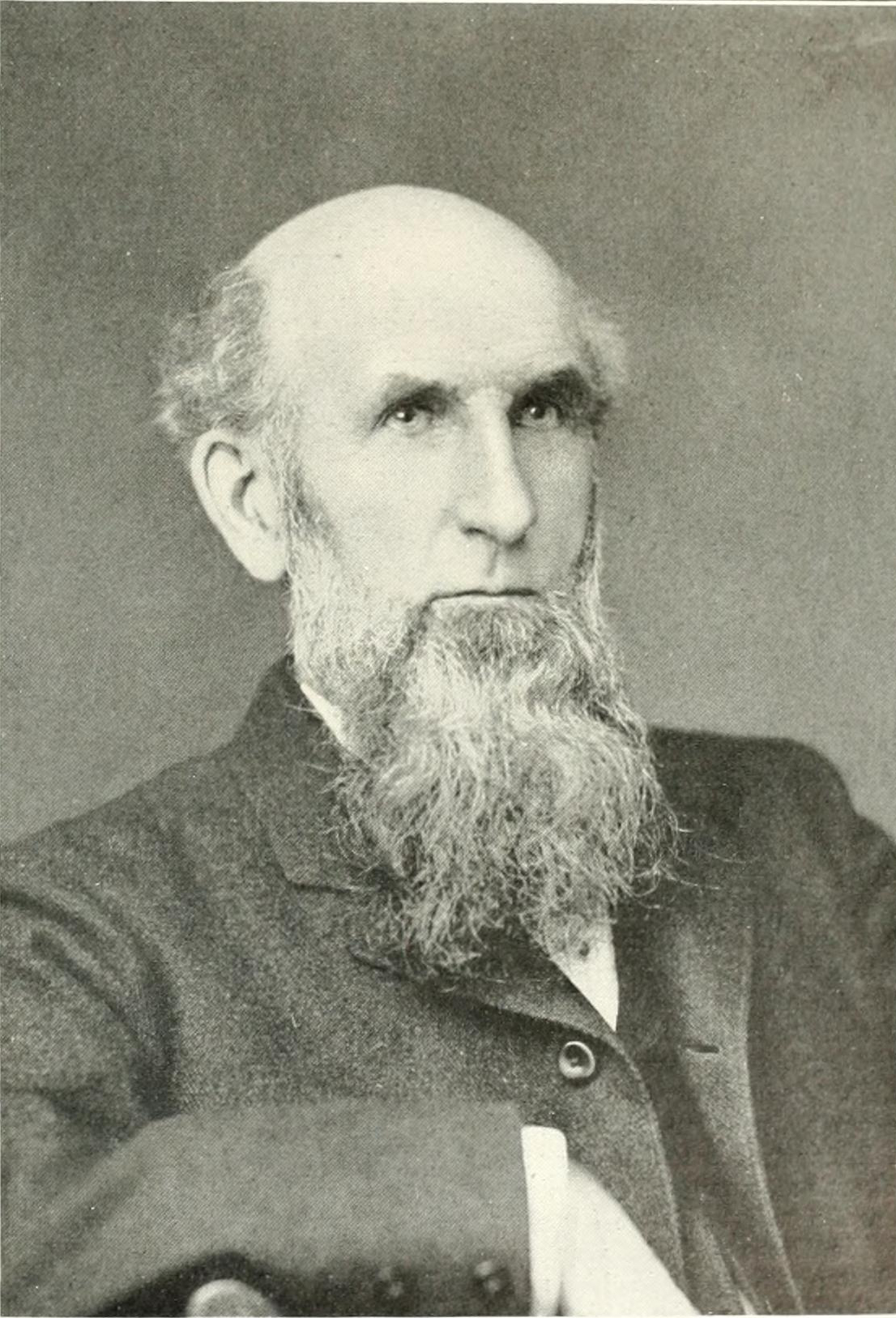
George A Brackett.

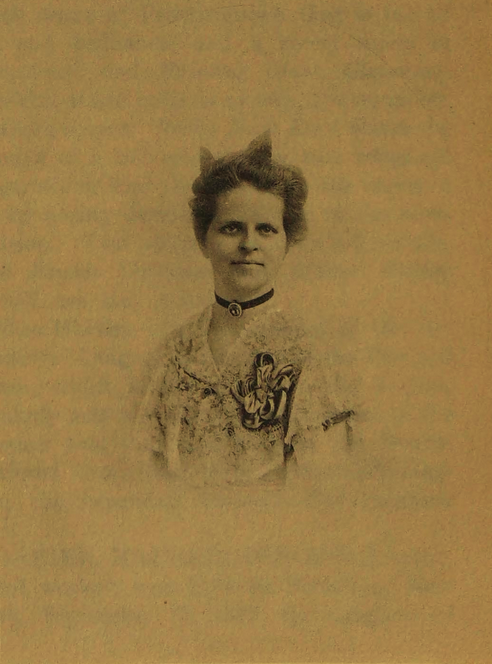
Dorothea A. Dreier.

Katherine Dreier suit sa scolarité primaire et secondaire par des cours particuliers donnés par George A. Brackett (en) dans son école de Brooklyn. Elle partage le gout de sa mère et de sa sœur aînée Dorothea pour la peinture, aussi, dès l'âge de douze ans, elle commence à suivre des cours de peinture le weekend, puis de 1895 à 1897, elle étudie à l'Art Students League of New York. Après la mort de ses parents en 1899, elle reçoit un héritage confortable qui lui assure son avenir et lui permet de subvenir à ses besoins immédiat.,Elle en profite pour compléter sa formation artistique, en suivant l'exemple de sa sœur Dorothea, elle entre à l'Institut Pratt en 1900. Sa formation achevée, elle et Dorothea, accompagnées par Mary Quinn Sullivan (en) se rendent en Europe de 1902 à 1903 pour étudier les anciens maîtres. Dès qu'elles retournent aux États-Unis, Katherine Dreier suit des cours auprès de Walter Shirlaw, puis en 1907, elle se rend à Paris suivre des cours auprès de Raphael Collin,,.

### Carrière

#### Une première commande
Katherine Dreier reçoit sa première commande en 1905, il s'agit d'une peinture pour orner l’autel de la chapelle de la St. Paul's School (New York) (en) dans le village de Garden City.

#### À Londres
En 1909, elle se rend à Londres et emménage dans le quartier de Chelsea marqué par la présence de ses défunts célèbres, le peintre James Abbott McNeill Whistler et l'écrivain Oscar Wilde. Katherine Dreier se consacre à la peinture malgré les doutes envers ses capacités,.

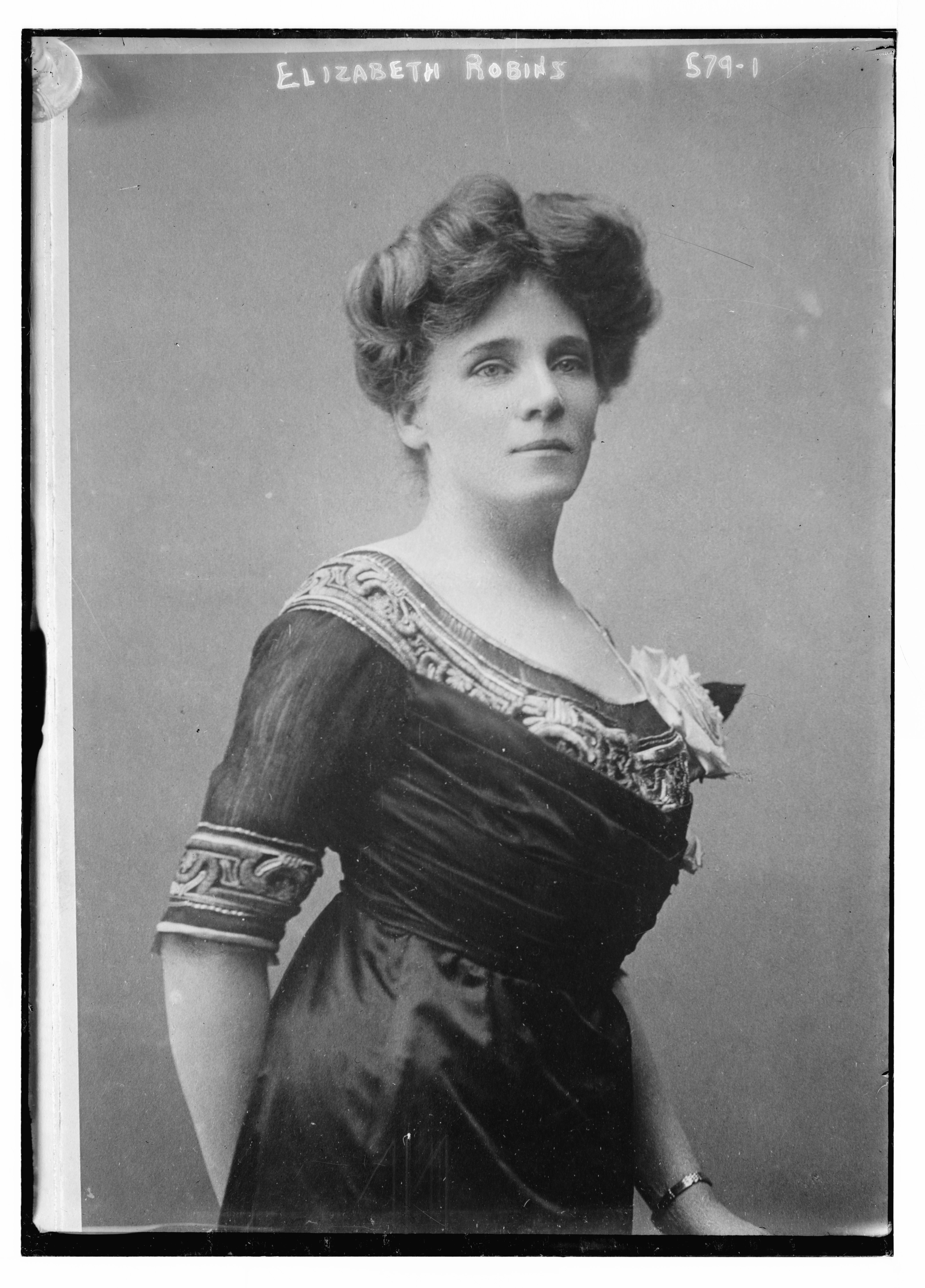
Elizabeth Robins.

#### Une tromperie
Pendant cette période britannique, sa belle-sœur, la comédienne et féministe Elizabeth Robins, la présente aux cercles littéraires et artistiques londoniens. C'est dans ce cadre que Katherine Dreier fait la connaissance du peintre et architecte américain Edward Trumbull (en). Ils tombent amoureux et retournent aux États-Unis pour célébrer leur mariage qui doit avoir lieu en août 1911, mais il s'avère qu'Edward Trumbull est déjà marié, ce qui annule leurs fiançailles et empêche la célébration de leurs noces,.

#### Londres, Munich
Après ses mésaventures avec Edward Trumbull, Katherine Dreier retourne à Londres où elle organise sa première exposition à la Doré Gallery dont le vernissage est pour septembre 1911. Ses œuvres paysagistes attirent l'attention des critiques par leur caractère symboliste et impressionniste. Après cela, durant l'hiver 1911-1912, elle se rend à Munich où elle suit des cours donnés par le professeur de peinture et historien de l'art Gustaf Britsch (en),, qui selon les dires de Katherine Dreier est le plus doué des professeurs qu'elle a connu,,.

#### Le retour à New York de 1912

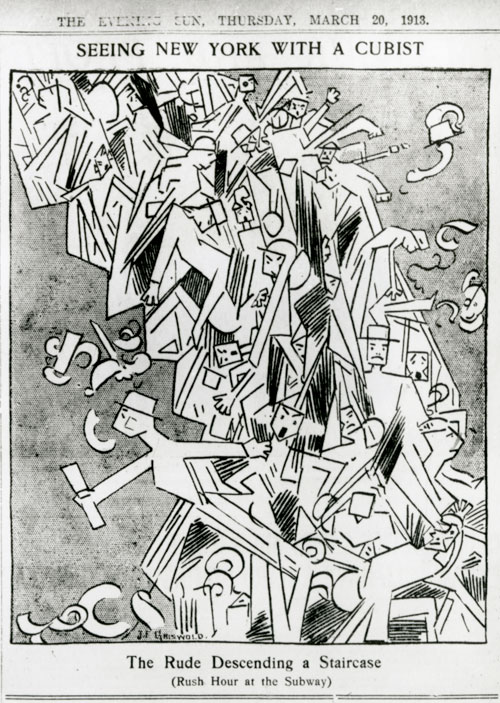
Nu descendant un escalier (N°2).

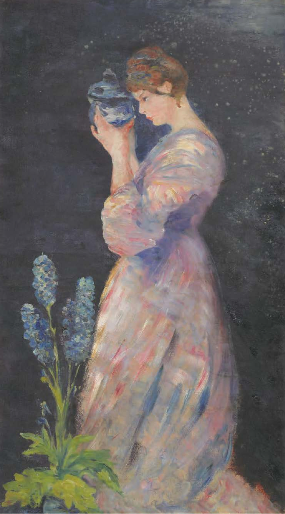
The Blue Bowl de Katherine Dreier

À la fin de l'année 1912, les organisateurs de l'exposition internationale dite de l'Armory Show invitent Katherine Dreier à y exposer des tableaux. Deux de ses peintures y sont présentes Blue Bowl et The Avenue Holland. Visitant l'exposition, elle découvre la vitalité et l'originalité de l'avant-garde picturale. Mais en même temps, c'est consternée, qu'elle voit combien l'art moderne n'est pas compris, donne lieu à des polémiques relevant souvent de la méconnaissance, de préjugés, de confusion,, aussi décide-t-elle de se vouer à la cause de la libre expression artistique et à sa promotion auprès de l'opinion publique. C'est lors de cette exposition qu'elle découvre Marcel Duchamp avec son œuvre qui y fait scandale Nu descendant un escalier ,,,.
En 1914, Katherine Dreier inaugure l'ouverture du Cooperative Mural Workshop (« Atelier coopératif de fresques murales ») qui combine en son sein une école d'art mural et un atelier selon l'esprit de John Ruskin et William Morris qui l'un comme l'autre contestaient la conception d’un art élitiste,. Cet atelier ferme ses portes en 1917,,.

#### La Society of Independent Artists
À la fin de l'année 1916, Katherine Dreier est invitée par le collectionneur d'art Walter Arensberg à se rendre chez lui afin de participer à la fondation de la Society of Independent Artists, d'après le modèle français de la Société des artistes indépendants. Grâce à la création de cette société, Katherine Dreier est introduite dans tous les cercles artistiques américains et européens. C'est à cette occasion qu'elle fait la connaissance de Marcel Duchamp, c'est le début d'une longue amitié,,.

#### Marcel Duchamp

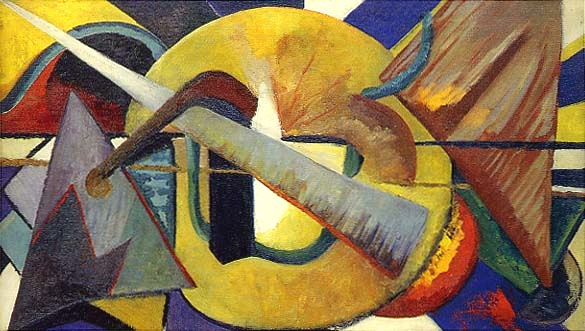
Abstract Portrait of Marcel Duchamp, 1918

Marcel Duchamp est connu comme celui qui a implanté le mouvement Dada aux États-Unis et par son iconoclasme, cela ne pouvait qu'enchanter Katherine Dreier en bute envers les conventions artistique conservatrices de l'époque. Marcel Duchamp et elle partagent un humour autant irrévérencieux que joyeux,.
De cette amitié Katherine Dreier crée son tableau Abstract Portrait of Marcel Duchamp qui est influencé à la fois par Marcel Duchamp et par Vassily Kandinsky.

#### La Société Anonyme, Inc.

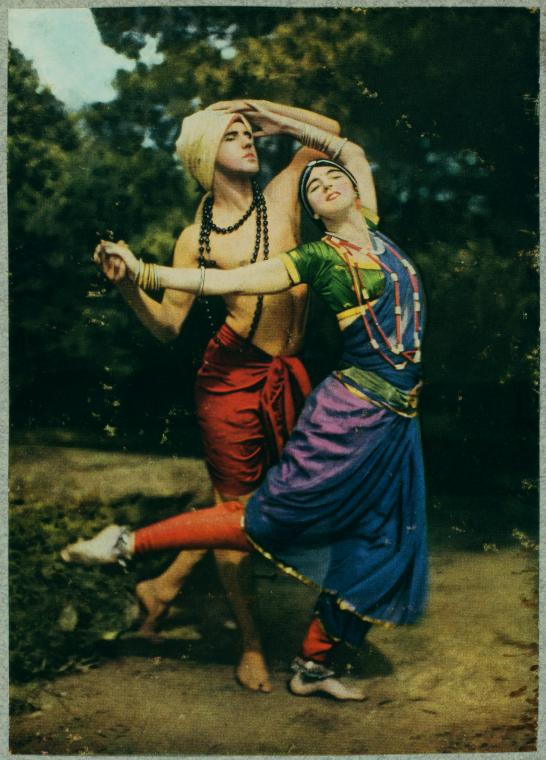
Ted Shawn et son épouse Ruth Saint Denis.

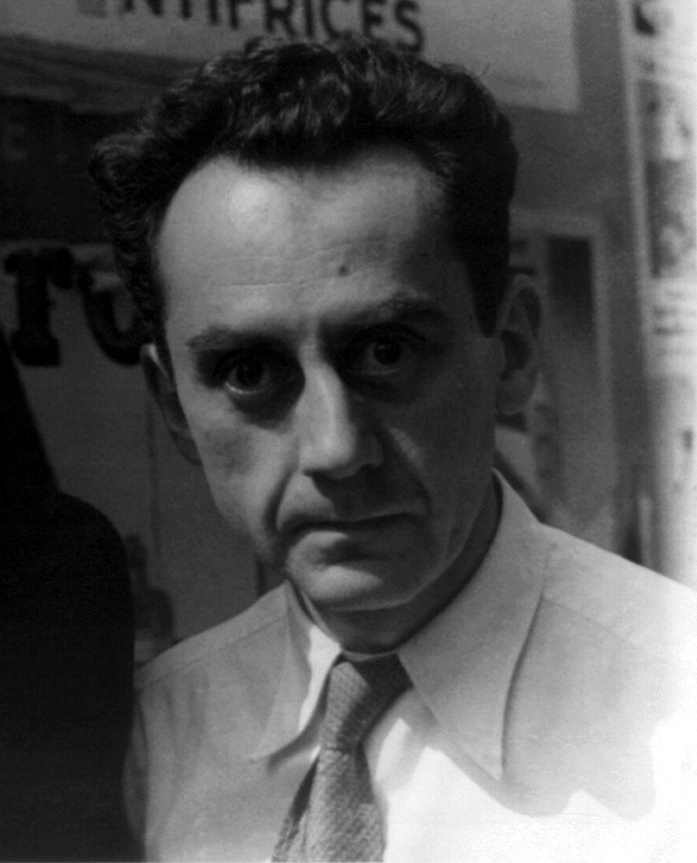
Man Ray.

Katherine Dreier, dans son désir de faire la promotion de l'art moderne, convainc Marcel Duchamp et le photographe et peintre surréaliste et dadaïste Man Ray de fonder la Société Anonyme, Inc., qui a pour mission de faire connaître l'art moderne par des éditions de livres, des expositions, des cycles de lectures, etc.. La Société Anonyme, Inc. organise sa première exposition le 30 avril 1920. Pendant toutes les années 1920, la Société Anonyme, Inc. est le plus important musée américain d'art moderne, elle fait connaître la diversité de celui-ci : dadaïsme, cubisme, futurisme, expressionnisme ainsi que les architectes du Bauhaus. Elle est également la première à faire connaitre auprès du public américain Vassily Kandinsky, Paul Klee, Heinrich Campendonk, Fernand Léger, Joan Miró, Kazimir Malevitch, David Bourliouk, Stanton Macdonald-Wright (en). Quand le Museum of Modern Art de New York (le MoMa) ouvre ses portes en 1929, il va peu à peu supplanter la Société Anonyme, Inc. Cette dernière, alors, se diversifie en faisant des expositions temporaires et des lectures publiques auprès de la Rand School of Social Science (en), la  New School for Social Research, etc. En 1934, Katherine Dreier y organise une exposition consacrée à des artistes femmes. Elle fait également connaitre le danseur Ted Shawn auquel, elle consacre un livre Shawn the Dancer, etc. En 1941, Marcel Duchamp et Katherine Dreier présentent l'ensemble du catalogue de la Société Anonyme, Inc. à l'université Yale, qu'ils publient en 1950 et lui font don de plus de 800 œuvres de 175 artistes,,.

#### La critique d'art et historienne de l'art
Katherine Dreier publie son premier livre sur l’esthétique de l'art moderne Western Art and the New Era en 1923. Ce traité est inspiré par  Vassily Kandinsky dont une de ses convictions est celle de l'art comme une extériorisation de la vie intérieure et de sa part mystique, d'où Katherine Dreier écrit « L'art est en constante évolution aussi changeant que le sont les diverses expressions humaines ]...[ La fonction de l'art est de laisser la libre expression des hommes, de revigorer et d'élargir sa vision ». Le mysticisme hérité de Vassily Kandinsky explique l'intérêt qu'a eu Katherine Dreier tout au long de sa vie pour la théosophie et la numérologie ainsi que l'utilisation d'un vocabulaire parfois obscur présent dans son herméneutique picturale. Cela dit, elle reste une référence majeure pour la compréhension des œuvres de Marcel Duchamp, Vassily Kandinsky, Paul Klee, Naum Gabo, Jacques Villon, Fernand Léger et Piet Mondrian. Sa dernière intervention sur l’esthétique de l'art moderne est une série de conférences données à l’université Yale en 1948, publiées en 1949 sous le titre de Three Lectures on Modern Art, "Intrinsic Significance" in Modern Art,,.

### Vie privée
Le 29 mars 1952  Katherine Dreier décède des suites d'une cirrhose du foie non alcoolique. Quelques années après sa mort, la critique d'art Aline B. Saarinen (en) écrit « Elle (Katherine Dreier) croyait en la réincarnation, mais aux dernières nouvelles il semblerait qu'elle n'a pas encore trouvé où se loger. L'art moderne n'a pas connu d'autre héraut aussi fervent » ,.

## Œuvres
Quand une œuvre est suivie d'un identifiant ISBN, cela signifie qu'elle a fait l'objet de rééditions récentes sous forme de fac-similé ou non, l'identifiant est celui, en principe, de la réédition la plus récente, sans préjuger d'autres rééditions antérieures ou ultérieures. La lecture accessible en ligne est, tant que se faire se peut, la lecture de l'édition originale.
- Landscape with Figures in Woods, 1911-1912,
- Abstract portrait of Marcel Duchamp, 1918, MoMA[21],
- Marcel Duchamp, 1918,
- Two Worlds, 1930, Yale University art gallery,
- Variation 22, vol. II from 1 to 40 variations, 1934,
- Portrait de Marcel Duchamp, 1945, Beinecke Library,
- Explosion, 1940-1947, Yale University art gallery[22].

### Essais et biographie
- Five Months in the Argentine : From a Woman's Point of View, 1918 to 1919, New York, Frederic Fairchild. Sherman (réimpr. 2018, 2019) (1re éd. 1920), 303 p. (ISBN 9781333268688, OCLC 459288592, lire en ligne),
- Western Art and the New Era : an Introduction to Modern Art, New York, Brentano's (réimpr. 2018, 2022) (1re éd. 1923), 168 p. (ISBN 9781014690722, OCLC 1476078, lire en ligne),
- Modern Art, New York, Société anonyme / Museum of Modern Art (réimpr. 2018) (1re éd. 1926), 140 p. (ISBN 9780266806158, OCLC 162808721, lire en ligne),
- Shawn the Dancer, etc., Londres, J.M. Dent & Sons, 1933, 81 p. (OCLC 559749766),
- Burliuk, New York, Wittenborn, 1944, 182 p. (OCLC 243846644),
- Three Lectures on Modern Art : "Intrinsic Significance" in Modern Art, New York, Philosophical Library, 1949, 112 p. (OCLC 884940, lire en ligne),

### Plaquettes
- Stella, New York, Société Anonyme, Inc., 1923, 12 p. (OCLC 1375475454),
- Kandinsky, New York, Société Anonyme, Inc. (réimpr. 2019) (1re éd. 1923), 16 p. (OCLC 1375475610, lire en ligne),
- An International Exhibition of Modern Art, New York, Société anonyme, 1926, 48 p. (OCLC 1375481158),
- Catalogue of the International Exhibition of Modern Art, New York, Société anonyme, 1927, 21 p. (OCLC 1375481909),
- Duchamp's Glass : la mariée mise à nu par ses célibataires, même : an analytical reflection, New York, Société Anonyme, Museum. of Modern Art (réimpr. 1972) (1re éd. 1944), 10 p. (OCLC 216394503),

## Archives
Les archives de Katherine Dreier et de la Société Anonyme, Inc. sont déposées et consultables auprès de la Bibliothèque Beinecke de livres rares et manuscrits de l'université Yale,.